# Сборная ЮАР по хоккею с шайбой
Сборная ЮАР по хоккею с шайбой представляет ЮАР на международных турнирах. Занимает 47 место мирового рейтинга ИИХФ. Руководит сборной Федерация хоккея ЮАР.

## История
Первые хоккейные команды в Южной Африке появились в 1930-е годы, но федерация была признана на международном уровне лишь в 1946 году, а первый официальный матч сборной ЮАР состоялся в 1961. Большую роль в популяризации хоккея в стране сыграл бывший игрок немецкой сборной Руди Балль.
В 1970-е интерес к хоккею в стране снизился. В 1992 году сборная после длительного перерыва приняла участие в чемпионате мира и с тех пор участвует почти во всех мировых первенствах. В 2008 году ей удалось перейти во второй дивизион, но по итогам чемпионата 2009 года она вновь оказалась в третьем. В 2010 году «спрингбоки» дважды выиграли у Монголии, но проиграли Армении и КНДР. В 2011 году сборная ЮАР заняла второе место в третьем дивизионе и вышла во второй дивизион. В 2012 году сборная ЮАР заняла последнее место в группе B второго дивизиона и выбыла в третий дивизион. Далее команда меняла свои дивизионы, но находилась в подвале международного хоккея. Летом 2019 году были сформированы группы в отборочных турнирах за выход в квалификацию на XXIV Зимние Олимпийские игры. Африканские хоккеисты впервые получили право по рейтингу принять участие в отборе на Олимпийские игры. Однако в конце лета хоккеисты ЮАР отклонили предложение от участия в борьбе в двух группах за выход на зимние Олимпийские игры в КНР.

## Интересные факты
- До 1998 г. сборная ЮАР была единственной признанной ИИХФ в Африке.

В 3 дивизионе 2018 года заняла 5 место играя в родном Кейптуане.